# Юріївка (Бахмутський район)
Ю́ріївка (до 2025 — Юр'ївка) — село в Україні в Торецькій міській територіальній громаді Бахмутського району Донецької області. Населення становить 32 осіб. Відстань автошляхом місцевого значення до центру громади становить близько 11 км.

## Населення
За даними перепису 2001 року населення села становило 32 особи, із них 6,25 % зазначили рідною мову українську, 93,75 % — російську.